# 线叶二药藻
线叶二药藻又名羽葉二藥藻（学名：Halodule pinifolia）为角果藻科二药藻属下的一个种。

## 扩展阅读
- 維基物種上的相關：线叶二药藻